# Crescent Springs (Oklahoma)
Crescent Springs est une census-designated place du comté de Logan, dans l'État d'Oklahoma, aux États-Unis. En 2020, elle compte une population de 184 habitants.